# Gare de Derby
La Gare de Derby (en italien, Stazione di Derby) est une gare ferroviaire italienne de la ligne d'Aoste à Pré-Saint-Didier, située à Villaret, sur le territoire de la commune de La Salle, en dépit de son nom se référant au hameau de Derby, dans la région autonome à statut spécial Vallée d'Aoste.
Simple arrêt lorsqu'elle est mise en service en 1929 par la Società Ferrovia Aosta–Pré-St-Didier (FAP), c'est une halte voyageurs de Rete ferroviaria italiana (RFI) qui était desservie par le train Trenitalia qui effectuait des navettes sur la relation Aoste - Pré-Saint-Didier.

## Situation ferroviaire
Établie à environ 838 mètres d'altitude, la gare de Derby est située au point kilométrique (PK) 22,313 de la ligne d'Aoste à Pré-Saint-Didier (voie unique non électrifiée), entre les gares d'Avise et de La Salle.

## Histoire
L'arrêt de Derby est mis en service le 28 octobre 1929 par la Società Ferrovia Aosta–Pré-St-Didier (FAP), lorsqu'elle ouvre à l'exploitation sa ligne d'Aoste à Pré-Saint-Didier. Le bâtiment n'est ouvert qu'en 1934.
En 2015, à la suite de la fermeture de la ligne d'Aoste à Pré-Saint-Didier, elle est fermée.

## Service des voyageurs

### Accueil
C'est une halte voyageurs seulement équipée d'un unique quai accessible par le passage à niveau.

### Desserte
La gare de Derby était desservie par le train Trenitalia qui faisait la navette sur la relation Aoste - Pré-Saint-Didier.

### Intermodalité
Le stationnement des véhicules est possible à proximité. La gare était desservie par des autocars des lignes du réseau local de la haute Vallée d'Aoste (SAVDA).

## Patrimoine ferroviaire
Bien qu'inutilisé pour le service ferroviaire, l'ancien bâtiment est toujours présent mais est devenue un domicile privé. Il est de style valdôtain éclectique, en pierre, lauzes et bois, suivant le modèle de la grange l'Ôla du château d'Introd.